# Дофаминовый рецептор D1
Дофаминовый рецептор D1 — рецептор дофамина, сопряжённый с G-белками, стимулирующий аденилатциклазу и активирующий cAMP-зависимые киназы.
В некоторых исследованиях отмечается ассоциация вариантов гена DRD1 с шизофренией, в других корреляции не обнаруживается.
Ген дофаминового рецептора D1 был впервые клонирован в 1990 году несколькими группами исследователей. По результатам клонирования было установлено, что ген состоит из единственного экзона и кодирует белок из 446 аминокислотных остатков. Также в первичной структуре соответствующего белка были обнаружены семь кластеров гидрофобных аминокислотных остатков, что подтвердило его принадлежность к семейству рецепторов, сопряжённых с G-белками. 
Дофаминовый рецептор D1 является самым широко распространённым дофаминовым рецептором в головном мозге, он синтезируется в большем количестве чем другие рецепторы. Он обнаруживается в высокой концентрации в нигростриарном, мезолимбическом и мезокортикальном путях, а именно в лобных долях, полосатом теле, чёрной субстанции, прилежащем ядре, обонятельном бугорке и миндалевидном теле. Также в меньшей концентрации он присутствует в гиппокампе, мозжечке, таламической и гипоталамической областях.